# Earle D. Litzenberger
Earle D. "Lee" Litzenberger es un diplomático estadounidense que se desempeñó como embajador de los Estados Unidos en Azerbaiyán desde marzo de 2019. Anteriormente se desempeñó como asesor principal y funcionario principal de la Oficina de Asuntos Político-Militares del Departamento de Estado.

## Carrera
Litzenberger comenzó su carrera como Analista de Gestión en la Agencia de Logística de Defensa y como Entrevistador y Probador de Campo para la Universidad de Chicago con sede en Stuttgart, Alemania. De 1984 a 1986 se desempeñó como Oficial Político en la Embajada de los Estados Unidos en Argelia. Luego se desempeñó como Oficial Consular en el Consulado General de los Estados Unidos en Marsella, Francia. También se ha desempeñado en varios puestos dentro del Departamento de Estado, como Jefe de Misión Adjunto en la Misión de Estados Unidos ante la OTAN, la Embajada de Estados Unidos en Serbia y la Embajada de Estados Unidos en Kirguistán.

### Embajador en Azerbaiyán
El 4 de septiembre de 2018, el presidente Trump nombró a Litzenberger como embajador de Estados Unidos en Azerbaiyán. El 4 de octubre de 2018, el Comité de Relaciones Exteriores del Senado de los Estados Unidos celebró una audiencia sobre su nominación. El 2 de enero de 2019, el Senado de los Estados Unidos confirmó su nominación por voto de voz. El 12 de marzo de 2019, Litzenberger presentó sus credenciales al gobierno de Azerbaiyán.
En 2020 regresó a Washington D. C. para apoyar a la abogada de derechos humanos Shahla Humbatova cuando recibió su premio Premio Internacional a las Mujeres de Coraje. Fue la primera persona de Azerbaiyán en ganar el premio.

## Vida personal
Litzenberger está casado y tiene dos hijos. Habla francés, ruso, serbio y búlgaro.